# Advanced Photo System

Logo

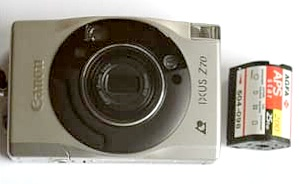
Kleine APS-Kamera mit Film

Das Advanced Photo System (APS) wurde am 22. April 1996 eingeführt, es war der letzte wesentliche Entwicklungsschritt in der analogen Fototechnik, bevor deren Ablösung durch die Digitalfotografie begann. Kameras für den APS-Film verschwanden nach 2001 allmählich vom Markt, Weiterentwicklungen wurden eingestellt.
Das Aufnahmeformat betrug etwa 1⁄3 des 35-mm-Kleinbildfilms, man verzichtete auf die seitliche Perforation; die dadurch deutlich kleineren Kameras zeichneten zusätzlich digitale Informationen über Aufnahme und Verarbeitung auf. APS wurde von den Kamera- und Filmherstellern Canon, Fujifilm, Kodak, Minolta und Nikon gemeinsam vorgestellt.

## Vorgeschichte
Kleinbildfilme besitzen beidseitig eine Perforation. Diese Perforation ist aber in der Fotokamera weitgehend überflüssig; nur sehr wenige Kameras nutzen eine Rückpositioniermöglichkeit. So kamen Rollfilme immer ohne Perforation aus. Da die Perforation die Filmpatrone und somit die Kamera vergrößert, kam mit fortschreitender Miniaturisierung immer wieder die Diskussion nach einem neuen Filmtyp ohne Perforation auf. Weil aber der Kleinbildfilm weltweit verfügbar war und eine Umstellung keine großen Vorteile gebracht hätte, konnten sich die wenigen Neuerungen wie die Kodak Disc nicht am Markt etablieren. Erst kurz vor Einführung der Digitaltechnik wurde von einer Allianz einiger großer Hersteller ein neuer Standard herausgebracht, bei dem zusätzlich die Belichtungsdaten auf einem im Film integrierten Magnetstreifen abgespeichert werden.

## Merkmale
- Ein neues Aufnahmeformat (30,2 mm × 16,7 mm). Durch das recht kleine Filmformat wurden kleine und leichte Kameras möglich: Typische APS-Kompaktkameras wie die Canon IXUS II wogen nur etwa 170 Gramm.

- Neues Filmmaterial: Die zum Marktstart neu eingeführten APS-Filme verfügten über besonders dünne Schichtträger und verbesserte Filmemulsionen. Dadurch sollte der Qualitätsunterschied zum größeren Kleinbild-Format reduziert werden.

- Verschiedene Bildformate mit drei definierten Seitenverhältnissen. Dabei wurde der Film stets im H-Format belichtet, die entsprechenden Randbereiche nur im Sucher und bei der Erstellung von Papierabzügen ausgeblendet.
  - APS-H: 30,2 mm × 16,7 mm, Seitenverhältnis ca. 16:9 (volle APS-Negativgröße)
  - APS-C: 25,1 mm × 16,7 mm, Seitenverhältnis ca. 03:2 („Classic“; wie Kleinbild)
  - APS-P: 30,2 mm × 09,5 mm, Seitenverhältnis ca. 03:1 („Panoramaformat“)

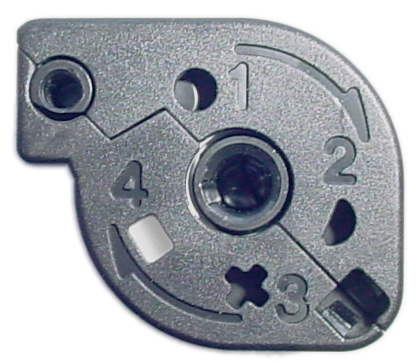
Indikator an der Filmpatrone

- Geschlossene Filmpatrone: Der Film musste nicht mehr manuell eingefädelt werden; ein komfortables Filmeinlegen („Drop-In-Loading“) wurde möglich. Er wurde in Konfektionierungen mit 15, 25 oder 40 Aufnahmen angeboten. Außer zur Belichtung und Entwicklung verblieb der Film immer in der Kassette und war damit geschützt. Zusammen mit der Datenspur wurde auch ein Wechseln und erneutes Einlegen von teilbelichteten Filmen möglich (MRC,  Mid-Roll Change). Die Filmpatrone verfügte zusätzlich an der Unterseite über einen Indikator, der dem Benutzer anzeigte, in welchem Zustand sich der Film befand:

1. Voller Kreis: Unbelichtet
2. Halber Kreis: Teilweise belichtet
3. Kreuz: Vollständig belichtet
4. Rechteck: Entwickelt

- Optimierte Laborverarbeitung: Ein APS-Film verfügte über optische und magnetische Datenspuren, die einen Datenaustausch zwischen Kamera, Film und verarbeitendem Labor möglich machten (IX, Information Exchange) sowie den Datenaustausch zur Erzielung einer konstanten Bildqualität (PQI, „Print Quality Improvement“). Entsprechend eingerichtete Fotolabore konnten diese Informationen auswerten und beispielsweise den Titel eines Bildes auf die Rückseite des Papierabzuges aufdrucken. Das Labor erhielt über APS außerdem das gewünschte Seitenverhältnis sowie die gewünschte Anzahl der Abzüge mitgeteilt. Mit den für die Verarbeitung von APS-Filmen modernisierten Labormaschinen fand auch der „Index Print“ (Übersichtsdarstellung aller Fotos auf einem Abzug) erstmals Verbreitung.

## APS-Kameras
Zu den erfolgreichsten APS-Kameras gehörten die Modelle der IXUS-Serie von Canon, deren Design und Ausstattungsmerkmale auch in die entsprechende Digitalkamera-Modellreihe übernommen wurden. Diese Kameras boten typische APS-Funktionen wie die Möglichkeit, teilbelichtete Filme auszuwechseln („Mid-Roll-Change“), sowie zahlreiche PQI-Daten (Laufrichtung des Films, Blitzeinsatz, Blitzmodus, Zoomfaktor, Motivhelligkeit, Kunstlicht und Lichtverhältnisse).
Nur wenige APS-Kameras nutzten alle Möglichkeiten des Advanced Photo System aus; zu diesen Ausnahmen gehörte beispielsweise die Vectis S1 von Minolta, die mit Hilfe einer „FTPM-Funktion“ Änderungen von Farbe und Helligkeit beim Entwickeln bzw. Ausdrucken eines Films im Fotolabor verhinderte. Ein weiteres Beispiel war die Fotonex 3500 ix Zoom MRC von Fujifilm, die auch, wie die o. g. IXUS-Serie, teilbelichtete Filme weiterbelichten konnte.

### Kompaktkameras
Die meisten Kamerahersteller führten für ihre APS-Kompaktkameras neue Namen ein. Diese verschwanden mit dem Ende des Advanced Photo System wieder vom Markt – nur Canon verwendet die Marke IXUS für digitale Kompaktkameras weiter.
- Canon IXUS
- Kodak Advantix
- Minolta Vectis
- Nikon Nuvis
- Samsung Impax
- Fujifilm Fotonex

### Spiegelreflexkameras

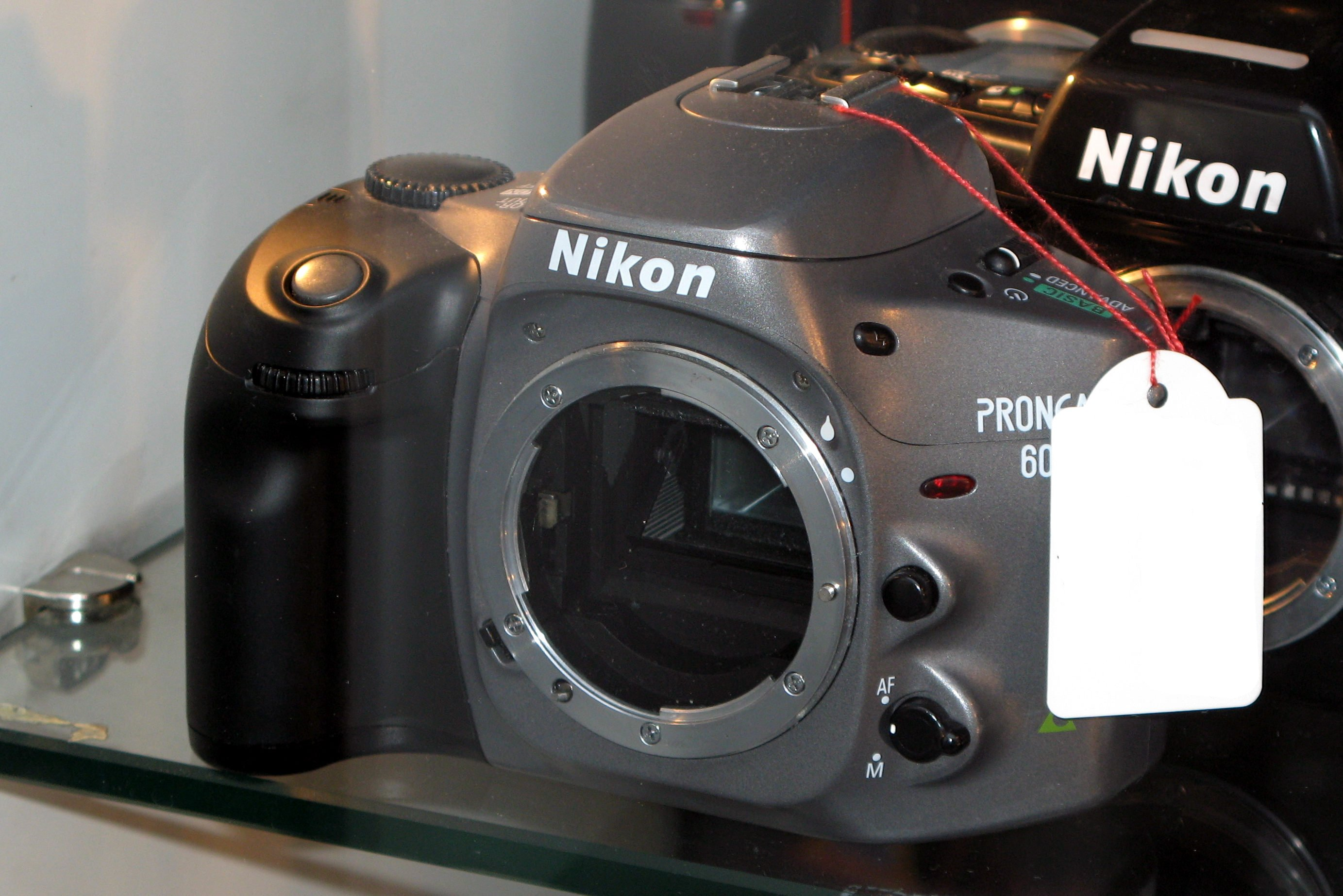
Nikon Pronea 600i

Für APS wurden auch eine Reihe von Spiegelreflexkameras mit passenden Wechselobjektiven vorgestellt. Minolta führte dafür einen neuen Objektivanschluss ein, während Canon und Nikon ihren bestehenden weiterbenutzten. Die ersten Modelle 1996 waren in der Mittelklasse angesiedelt, danach folgte bei allen drei Herstellern noch ein einfacheres Modell und bei Minolta noch eine SLR, bevor dieses Kamerasegment mangels Erfolg eingestellt wurde.
- Canon EOS IX (1996)[1] und EOS IX 7 (1998)[1] mit EF-Bajonett
- Minolta Vectis S-1 (1996) und Vectis S-100 (1997) sowie Dimâge RD-3000 (1999) mit neuem V-Bajonett
- Nikon Pronea 600i (1996) und Pronea S (1998) mit F-Bajonett

## Zusatzgeräte
Als Ergänzung zu den APS-Kameras boten Zubehörhersteller eine Reihe von Zusatzgeräten an. Beispielsweise gab es APS-Player, mit denen die Bilder einer APS-Kassette am Fernseher betrachtet und die Daten auf der Magnetspur des Films modifiziert werden konnten. Mit einem APS-Scanner konnten Bilder von APS-Filmen in den Computer eingelesen und digital weiterverarbeitet werden.

## Nachteile
Das Drop-In Loading vereinfachte die Handhabung für Fotoamateure; demgegenüber standen jedoch zahlreiche gravierende Nachteile.
- Das System war bei den meisten Herstellern in nahezu jeder Beziehung inkompatibel mit dem 35-mm-Kleinbildfilm oder dem Mittelformat. Objektive anderer Kameras ließen sich nur bei Canon für die APS-Kameras verwenden. Vorhandenes Systemzubehör hätte in der Regel neu angeschafft werden müssen; eine Verarbeitung im eigenen Labor war nahezu unmöglich. Der professionelle Sektor wurde im Kamerabereich wenig oder nicht abgedeckt, aber auch im Billigbereich fehlten Kameras.
- Die kommerziellen Fotolabore benötigten neue Maschinen zur Verarbeitung von APS-Filmen. Diese relativ teuren Geräte verbreiteten sich erst Jahre nach der Markteinführung von APS und unterstützten nicht alle Informationen, die durch Datenaustausch (IX und PQI) eigentlich möglich gewesen wären, sondern nur die Grundinformationen.
- APS-Filme boten wegen der kleineren Fläche des Negativs eine deutlich geringere Bildqualität als das Kleinbildformat, trotz dünnerer Schichtträger und verbesserter Emulsionen. Letztere wurden zudem sehr schnell auch bei Filmen im Kleinbildformat eingesetzt, so dass dieser anfängliche Vorteil wegfiel.
- Ambitionierte Fotografen waren bei APS mit einem sehr begrenzten Angebot an Filmmaterialien konfrontiert: Schwarzweiß- oder Diafilme sowie hochempfindliche Filme wurden nur selten oder nicht angeboten. Auch die Kamerahersteller versäumten es, von wenigen Ausnahmen abgesehen, die Möglichkeiten von APS in ihren Produkten vollständig zu implementieren.
- Die Kosten für APS-Filmpatronen und deren Entwicklung waren meist höher als die bei Kleinbild.

Zusammenfassend bot der gewohnte und eingeführte 35-mm-Film bei etwa gleichen Leistungen eine größere Auswahl und geringere Kosten.

## Marktbedeutung
Das APS-Format konnte sich am Markt nicht durchsetzen, was auch an seinem späten Erscheinen lag. 1996 kamen bereits die ersten Digitalkameras auf, was die Umstellung der analogen Fototechnik auf ein fortentwickeltes Format ins Stocken geraten ließ.
Wegen des schwindenden Markterfolgs ließen die meisten Kamerahersteller ihre APS-Modellreihen zwischen 2001 und 2002 auslaufen. Auch die Eastman Kodak Company, einer der Initiatoren von APS, stellte die Produktion von APS-Kameras 2004 weltweit ein. Gegen Ende verkauften sich nur noch die Canon-IXUS-Baureihen in nennenswerter Stückzahl, wobei viele Kunden mehr am Design der Kamera als am APS-System selbst interessiert waren.
Einige APS-Eigenschaften wurden mit der fortschreitenden Kamera- und Labortechnik für den 35-mm-Film übernommen, so etwa die Möglichkeit zum komfortablen Auswechseln eines teilweise belichteten Films (s. o.) sowie der „Index Print“, der Nachfolger des Kontaktabzuges. Das Speichern der Belichtungsdaten etwa wurde für Digitalkameras übernommen, das Exif-Dateiformat zeichnet diese Informationen auf, analog zu den PQI-Daten beim APS-Film.
Ende 2011 kündigten die letzten verbliebenen Hersteller Kodak und Fuji an, die Herstellung dieses Filmmaterials nunmehr einzustellen. Vorhandene Lagerbestände würden noch abverkauft.

## APS bei digitalen Kameras
Zwei APS-Formatbezeichnungen wurden zunächst von Canon auch für digitale Kameras weiterverwendet.

### APS-C

Vergleich gängiger Sensorformate

Nach dem Aufkommen digitaler Spiegelreflexkameras bezeichnete zunächst Canon einen Bildsensor der Größe 22,5 mm × 15,0 mm mit dem Begriff APS-C. Damit nahm Canon Bezug auf das APS-Classic-Format mit einem Seitenverhältnis von 3:2 und einer leicht größeren Filmfläche von 25,1 mm × 16,7 mm. Danach wurden auch ähnlich große Sensoren anderer Hersteller so bezeichnet. Die Angabe ist allerdings nicht standardisiert, und die Größe kann je nach Hersteller und Kameramodell variieren. Gegenüber dem klassischen Kleinbildfilm liegt der Formatfaktor etwa bei 1,6 (Canon) oder bei 1,5 (übrige Anbieter). Nikon bezeichnet seine ähnlich großen Kamerasensoren (23,2 mm × 15,4 mm) als DX-Format. Das ursprüngliche APS-C hatte einen Formatfaktor von 1,43.

### APS-H
Unter der Bezeichnung APS-H wurden Digitalkameras von Canon vermarktet, die ein etwas größeres Sensorformat als APS-C aufwiesen, mit Maßen von etwa 27,9 mm × 18,6 mm. APS-C-Sensoren hatten ein Seitenverhältnis von 3:2, wohingegen APS-H im Seitenverhältnis 16:9 spezifiziert worden war. Somit bestand kein Bezug zum gleichnamigen Format des APS-Films. Der Formatfaktor betrug etwa 1,3.
Einen 250-Megapixel-Sensor im APS-H-Format hatte Canon August 2015 entwickelt. Dieser misst ca. 29,2 mm × 20,2 mm, hat eine Auflösung von 19.580 × 12.600 Pixeln und wird vorerst nur in Industrieanwendungen (Machine Vision) sowie in Mess- und Überwachungsgeräten eingesetzt.

### Sonstiges
Nicht verwechselt werden sollte APS mit dem gleich abgekürzten Active Pixel Sensor, einer speziellen Technik für CMOS-Bildsensoren ohne Bezug auf deren Größe.